# 泽拜盖尼
泽拜盖尼，是匈牙利佩斯州所辖的一个村。总面积9.64平方公里，总人口1177，人口密度122.1人/平方公里（2011年1月1日）。